# Денги-Юрт
Денги-Юрт (чечен. Денги-Йурт) — село в Ножай-Юртовском районе Чеченской Республики. Входит в состав Бенойского сельского поселения.

## География

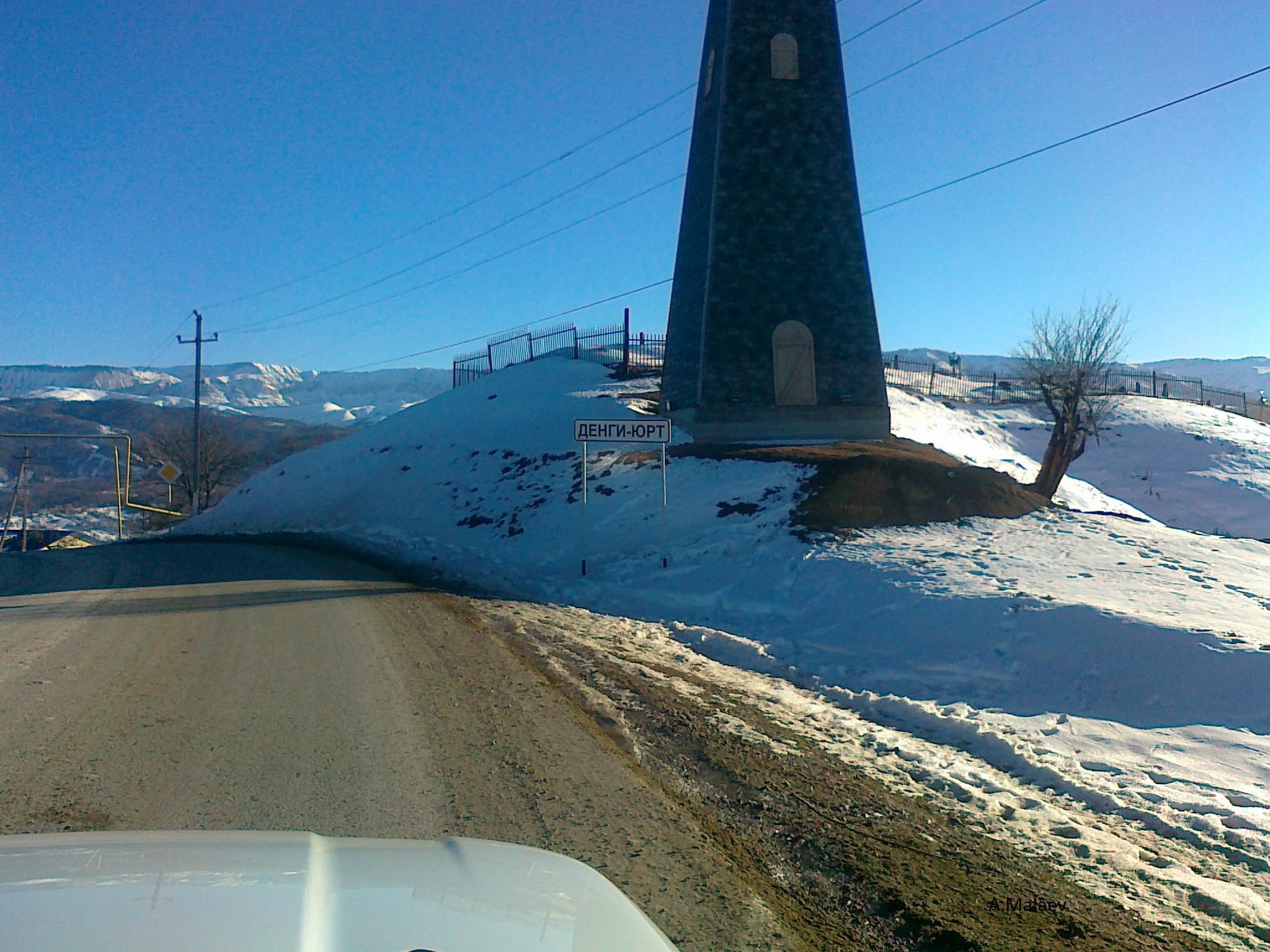
У въезда в село

Село расположено в верховьях одного из правых притоков реки Бенойясси, в 22 к юго-западу от районного центра — Ножай-Юрт и в 89 км к юго-востоку от города Грозный.
Ближайшие населённые пункты: на северо-западе — село Гуржи-Мохк, на северо-востоке — село Стерч-Керч, на востоке — село Алхан-Хутор, на юго-востоке — село Ожи-Юрт, на юге — село Корен-Беной и на западе Беной.

## Население
| 2010 |
| ---- |
| 475  |